# Rakgröe
Rakgröe (Poa hartzii) är en gräsart som beskrevs av Michel Gandoger. Enligt Catalogue of Life ingår Rakgröe i släktet gröen och familjen gräs, men enligt Dyntaxa är tillhörigheten istället släktet gröen och familjen gräs. Arten har ej påträffats i Sverige. Inga underarter finns listade i Catalogue of Life.